# Brian Downey

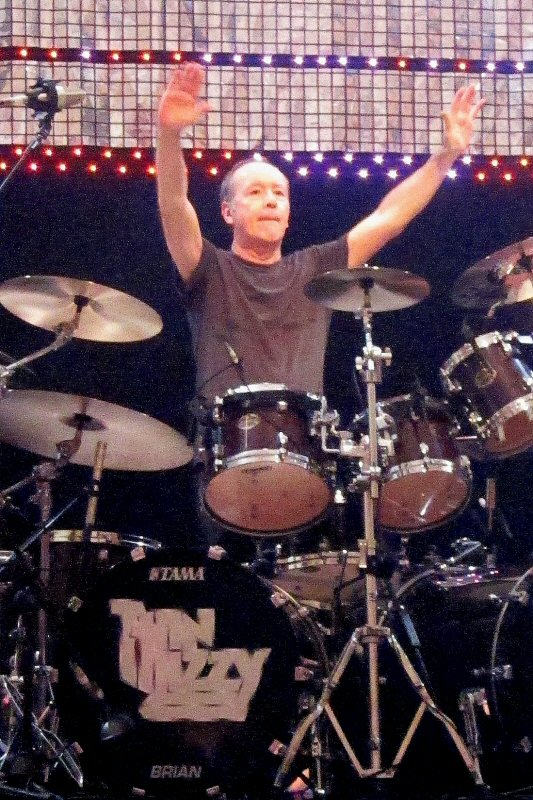
Brian Downey spelade i Aberdeen Music Hall den 6 januari 2011.

Brian Downey, född 27 januari 1951 i Dublin, Irland, spelade trummor med hårdrocksbandet Thin Lizzy. Han var den enda medlemmen tillsammans med frontmannen Phil Lynott som var i bandet från att det startade till att det lades ner.